# Güllaç
Il güllaç è un dessert turco, avente come ingredienti principali latte, melograno e un tipo di pasta sfoglia di amido. A causa della sua digeribilità, viene preparato specialmente durante il Ramadan.
Il güllaç viene considerato un precursore del baklava. Le somiglianze fra i due dessert sono molte: entrambi sono composti da sottili fogli di pasta cosparsi di noci. La pasta del güllaç si prepara adesso con amido di mais e farina di frumento: quest'ultima originariamente era il solo ingrediente. Il güllaç contiene inoltre noci sparse fra i fogli di pasta. Questi ultimi vengono prima imbevuti di latte cotto in precedenza con miele o zucchero e profumato con acqua di rose (giulebbe). Il dolce viene decorato con chicchi di melograno.
Il güllaç viene menzionato per la prima volta in un libro Han del quattordicesimo secolo, lo Yinshan Zhenyao (飮膳正要), un testo di cucina e di medicina scritto da Husihui (忽思慧), un medico del Turkestan attivo presso la corte Mongola della dinastia Yuan. Il libro documenta soprattutto piatti Mongoli e Turcomanni, i quali mostrano un limitato influsso cinese.
Durante il periodo Ottomano, il güllaç venne utilizzato per preparare Güllaç Lokması e Güllaç Baklavası, dolci turchi arcaici preparati in Turchia. La parola güllaç in realtà è la combinazione delle due parole turche: Gullu e aş, con significato "cibo con rose". Anche se questo dessert può contenere petali e sciroppo di rosa, il nome si riferisce in realtà alla forma caratteristica degli strati, che ricordano foglie di rose.
Il dolce può essere preparato in diversi modi, per esempio riempiendolo di frutta secca, noci tritate, crema o mela grattugiata. Invece che con acqua di rose il latte è talvolta aromatizzato con vaniglia.

## Note

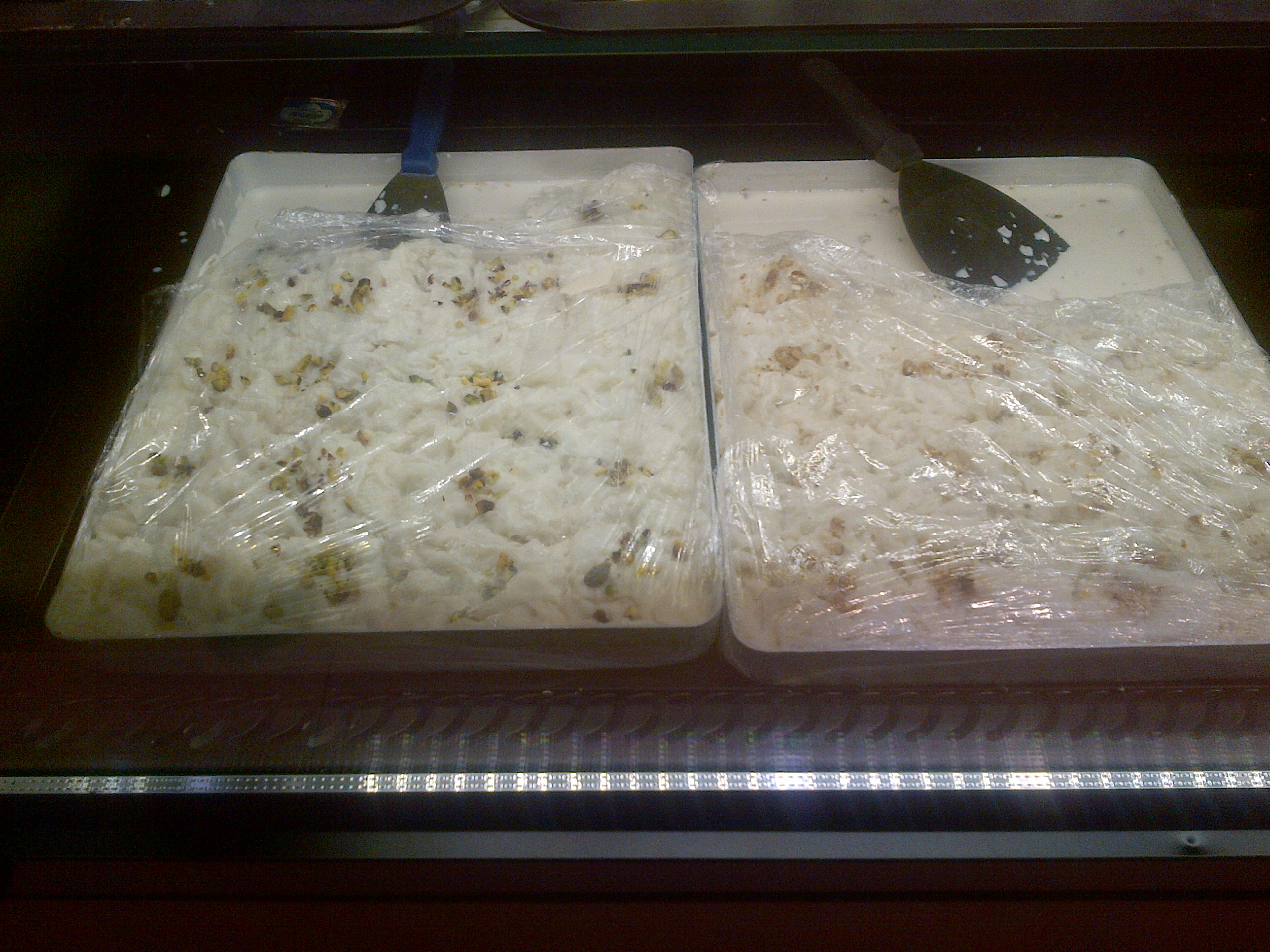
Il "Güllaç" è un dessert turco, fatto con pasta yufka di amido). È un dolce molto leggero che si prepara tradizionalmente per il Ramadan.